# Jože Melanšek
Jože Melanšek, slovenski planinec, * 24. april 1932, Velenje.

## Odlikovanja in nagrade
Leta 2000 je prejel častni znak svobode Republike Slovenije z naslednjo utemeljitvijo: »za požrtvovalno in vztrajno delo v planinski organizaciji«.